# Donatism

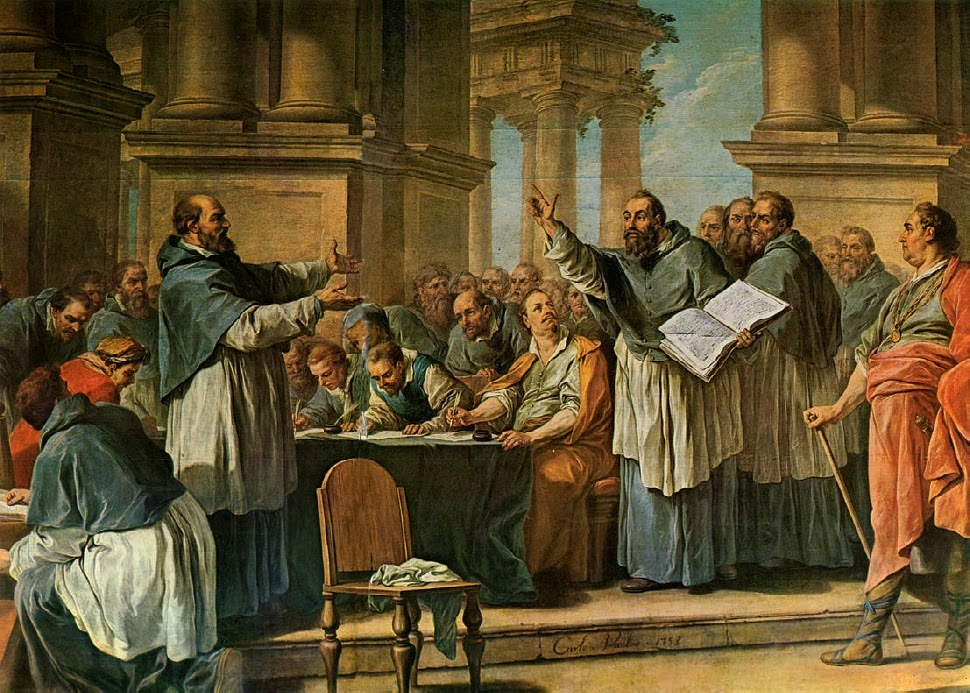
Augustinus argumenterar med donatisterna. Målning från 1700-talet av Charles-André van Loo.

Donatismen var en kristen sekt i Nordafrika, uppkallad efter biskopen Donatus (död cirka år 355).
Under den diokletianska förföljelsen 303–305 hade många kristna avfallit, och frågan gällde om de skulle kunna återupptas i kyrkan. Enligt donatismen kunde inte avfallna präster längre förrätta giltiga sakrament, eftersom de ansåg att prästen måste vara ren och syndfri. Man förkastade den officiella kyrkans mildhet mot de en gång avfallna och bildade en motkyrka, som ansåg sig vara den enda rätta. De blev starka i Nordafrika, främst bland berberna. Kyrkan levde kvar till den islamiska erövringen.
Augustinus hävdade mot donatisterna att kyrkan alltid måste innehålla en blandning av rättfärdiga och syndare och att dopet är giltigt oberoende av prästernas personliga kvaliteter.